# Gerardo Matos Rodríguez
Gerardo Hernán Matos Rodríguez (soms ook: Mattos Rodriguez) (Montevideo, 28 maart 1897 – aldaar, 25 april 1948) was een Uruguayaans componist, dirigent, pianist en journalist. Hij is eveneens bekend geworden onder zijn pseudoniem: Becho. 

## Levensloop

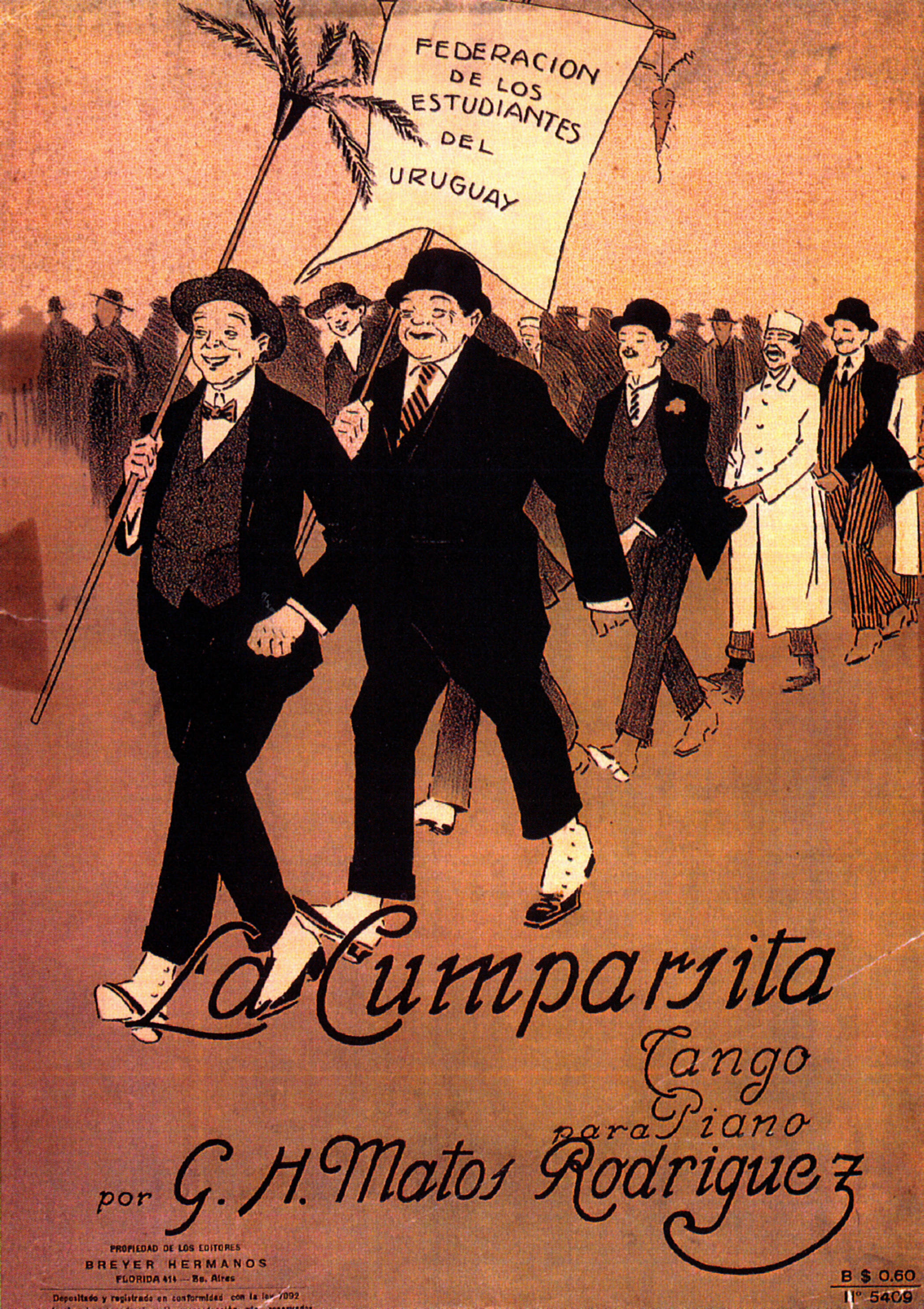
Titelblad van de partituur
"La Cumparsita"
Breyer Hermanos muziekuitgeverij (1917)

Matos Rodríguez groeide op als zoon van de eigenaar van het populaire cabaret Moulin Rouge Emilio Matos in Montevideo. Hij begon architectuur te studeren, maar brak deze studie af. In 1917 begon hij als jonge student ook te componeren en het eerste gepubliceerde werk bracht hem wereldroem in. Het was de tango La Cumparsita (1916), alhoewel het werk door andere pianisten en muzikanten beroemd gemaakt werd. Het stuk wordt beschouwd als de bekendste en meest gespeelde tango ooit. Later reisde hij uitgebreid door Europa en verbleef enige tijd in Parijs. Verder werkte hij als Uruguayaans consul in Duitsland. 
In 1931 componeerde hij de muziek voor de film Luces de Buenos Aires, die in Joinville-le-Pont opgenomen werd en waarin de tangozanger Carlos Gardel de hoofdrol speelde. Matos Rodríguez schreef ook andere tango's bijvoorbeeld Che papusa, oí, Son grupos etc. Verder schreef hij muziek voor toneel. Deze stukken gingen meestal in de Argentijnse hoofdstad Buenos Aires in première. 
In Montevideo leidde hij zijn eigen tango-orkest. In samenwerking met tekstdichters en schrijvers ontstonden een aantal Canciones Montevideanas (Montevideaanse liederen). 

## Composities

### Tango's
- 1916 La Cumparsita
- 1927 Che papusa, oí - tekst: Enrique Cadícamo
- 1928 La muchacha del circo - tekst: Manuel Romero
- Adiós Argentina
- Botija linda
- Canto por no llorar
- Cuando bronca el temporal
- Dale celos
- El pescador
- Hablame
- Haceme caso a mí
- La milonga azul
- Mi provinciana
- Mocosita
- Pobre corazón
- Raspail
- Rosa reseca
- San Telmo
- Son grupos
- Te fuiste, ¡ja, ja!
- Yo tuve una novia

### Muziektheater

#### Toneelwerken
- El Gran Circo Rivolta - tekst: Manuel Romero

### Vocale muziek

#### Liederen
- Margarita punzó

### Filmmuziek
- 1931 Luces de Buenos Aires